# Monthois
Monthois ist eine kleine französische Gemeinde im Département Ardennes in der Region Grand Est (vor 2016 Champagne-Ardenne) mit 396 Einwohnern (Stand: 1. Januar 2022). Sie gehört zum Arrondissement Vouziers und zum Kanton Attigny.

## Lage
Monthois liegt etwa 50 Kilometer ostnordöstlich von Reims. Umgeben wird Monthois von den Nachbargemeinden Saint-Morel im Norden, Challerange im Osten, Séchault im Südosten, Marvaux-Vieux im Süden sowie Liry im Westen.

## Einwohnerentwicklung
| Jahr                       | 1962 | 1968 | 1975 | 1982 | 1990 | 1999 | 2006 | 2019 |
| Einwohner                  | 444  | 417  | 363  | 388  | 376  | 336  | 382  | 385  |
| Quellen: Cassini und INSEE |      |      |      |      |      |      |      |      |